# Astrogorgia mengalia
Astrogorgia mengalia is een zachte koraalsoort uit de familie Plexauridae. De koraalsoort komt uit het geslacht Astrogorgia. Astrogorgia mengalia werd in 1999 voor het eerst wetenschappelijk beschreven door Grasshoff. 